# Seyoum Tarekegn
Seyoum Tarekegn, né le 1er septembre 1937, est un arbitre de football éthiopien. Il fut le deuxième arbitre africain à officier un match de la phase finale de la Coupe du monde de football, après l'égyptien Aly Hussein Kandil et le seul arbitre éthiopien à avoir été en phase finale de coupe du monde. 

## Carrière
Il a officié dans des compétitions majeures : 
- Jeux olympiques de 1968 (3 matchs)
- Coupe du monde de football de 1970 (1 match)